# Richard Hilton
Richard Howard Hilton, detto Rick (Los Angeles, 17 agosto 1955) è un manager statunitense, dirigente d'albergo.

## Biografia
È il figlio di Barron Hilton nonché nipote di Conrad Hilton, fondatore della catena alberghiera Hilton, è attualmente il presidente del Real Estate Hyland. Ha sposato l'attrice Kathy Avanzino nel 1979 ed è padre di Paris Hilton e Nicky Hilton.
Richard Hilton viene indicato con il numero 100 tra i 100 People Who Are Screwing Up America.